# 坂上泉
坂上 泉（さかがみ いずみ、1990年4月 - ）は、日本の小説家。兵庫県出身。

## 経歴
東京大学文学部日本史学研究室で日本近現代史を専攻。
大学時代にはアスキーアートによる創作に熱中し、別名義でインターネット掲示板での活動も行っていた。アスキーアート創作時のキャラクターの描き方やプロットの立て方は小説の執筆にも生かされているという。
就職後、会社勤務の傍ら執筆を開始。大阪赴任時、京都で天狼院書店の小説家養成講座を受講。
2019年に「明治大阪へぼ侍 西南戦役遊撃壮兵実記」を執筆。同作は第26回松本清張賞を受賞し、『へぼ侍』と改題して刊行される。デビュー作となった同作は第9回日本歴史時代作家協会賞の新人賞を受賞した。
2020年に2作目となる小説『インビジブル』を刊行。戦後大阪に数年間だけ実在した「大阪市警視庁」の刑事たちの活躍を描いた同作は、第164回直木三十五賞の候補作に選ばれる。
2021年に同作で第23回大藪春彦賞、第74回日本推理作家協会賞の長編及び連作短編集部門を受賞。

## 文学賞受賞・候補歴
太字が受賞したもの
- 2019年 - 「明治大阪へぼ侍 西南戦役遊撃壮兵実記」で第26回松本清張賞受賞（同作は刊行時『へぼ侍』に改題）。
- 2020年 - 『へぼ侍』で第9回日本歴史時代作家協会賞（新人賞）受賞。
- 2021年 - 『インビジブル』で第164回直木三十五賞候補。
- 2021年 - 『インビジブル』で第23回大藪春彦賞受賞。
- 2021年 - 『インビジブル』で第64回日本推理作家協会賞（長編および連作短編集部門）受賞。

## 作品

### 単行本
- へぼ侍（2019年7月9日、文藝春秋 / 2021年6月8日、文春文庫）
- インビジブル（2020年8月30日、文藝春秋 / 2023年7月5日、文春文庫）
- 渚の螢火（2022年4月21日、双葉社）

## メディア化作品

### 舞台
- へぼ侍〜西南戦争物語〜（OSK日本歌劇団、2023年8月25日 - 8月28日、出演：翼和希 他）

### 漫画
- へぼ侍（文春オンライン、2023年6月21日 - 、作画：みもり）

### テレビドラマ
- 1972 渚の螢火（2025年秋〈予定〉、全5話、WOWOW、主演：高橋一生、監督：平山秀幸、脚本：常盤司郎・倉田健次、原作：渚の螢火）